# Корень лотоса

Сладкий корень лотоса с томатом

Корень лотоса — подводная часть растения Лотос орехоносный (Nelumbo nucifera). Считается деликатесом в японской, тайской и китайской кухне.

## Легенды

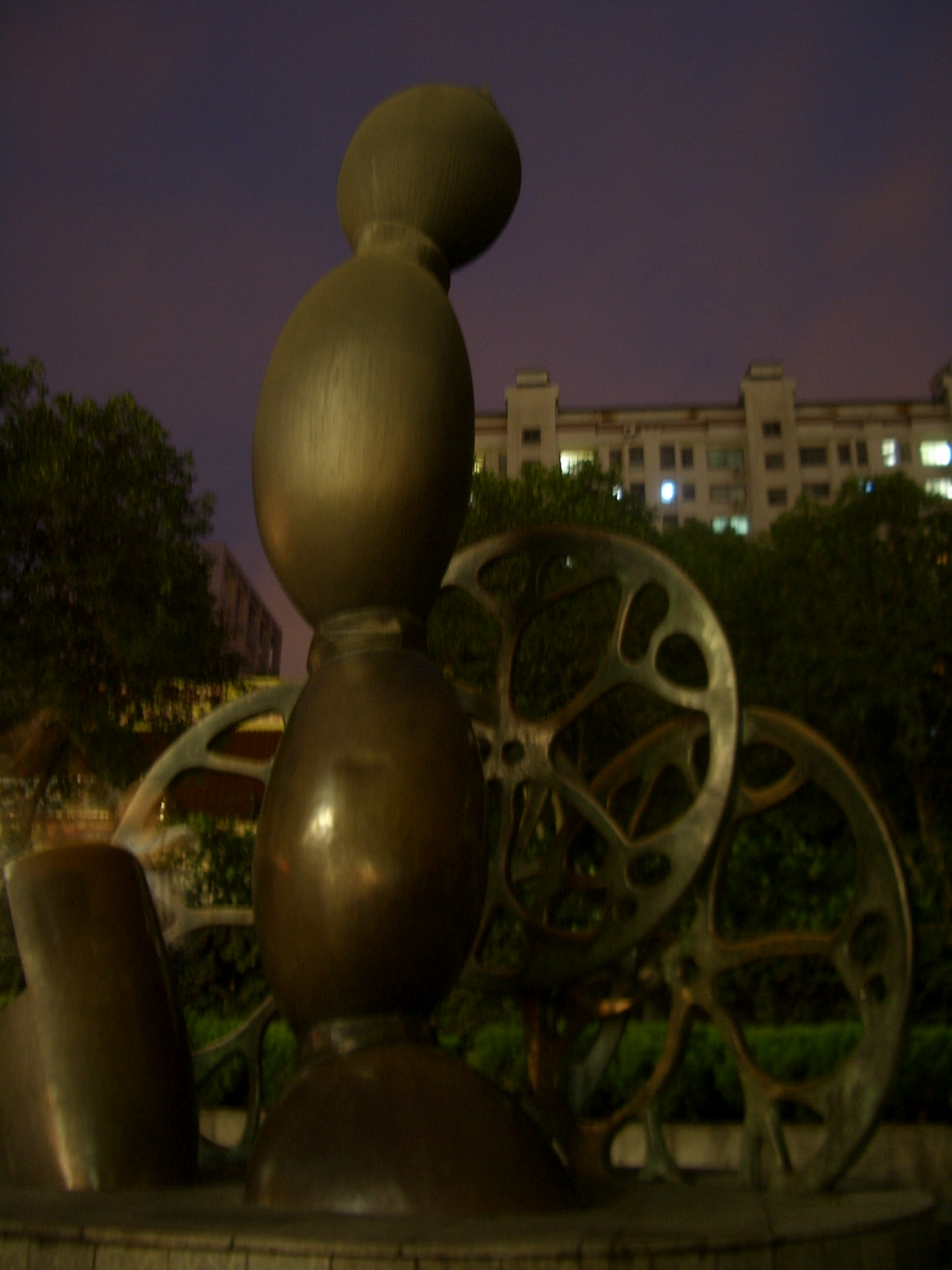
Роль корня лотоса в кулинарии и культуре Китая отражена в этом монументе в Ухане

В Древней Греции были распространены рассказы о людях, питающихся лотосом, — «лотофагах» («поедатели лотоса»). По преданию, тот, кто отведает цветов лотоса, никогда не захочет расстаться с родиной этого цветка.

## Польза лотоса
Экстракт корневища в традиционной медицине используется как противодиабетическое, противовоспалительные, жаропонижающее средство благодаря наличию астероидного тритерпеноида и других биологически активных компонентов .

## Приготовление
Варианты приготовления корня лотоса:
- жарение
- тушение
- маринование
- варение
- засахаривание

Ломтики корня лотоса используются для украшения блюд.

### Примеры японских блюд с корнем лотоса
- субасу (кисло-сладкий корень лотоса)[2]
- комбу то рэнкон-но нимоно (варёная морская капуста и корень лотоса)[3]
- тэмпура из корня лотоса[4]

В японской кухне корень лотоса относится к весенним блюдам.

### Примеры китайских блюд с корнем лотоса
- сладкий корень лотоса с томатом[6]
- засахаренные ломтики корня лотоса

Корень лотоса также входит как важный ингредиент в некоторые мясные супы в китайской кухне.

## Пищевая ценность
Корень лотоса состоит в основном из крахмала, содержит 15 % сахара и небольшое количество других питательных веществ.